# Thần tượng (phim)
Thần tượng (tựa đề tiếng Anh: The Talent) là bộ phim điện ảnh tình cảm hài hước của Việt Nam được khởi chiếu vào ngày 20 tháng 12 năm 2013. Đây là phim điện ảnh đầu tay do nhà sản xuất âm nhạc, bầu sô Nguyễn Quang Huy làm đạo diễn cùng công ty giải trí Wepro của anh sản xuất.
Nội dung phim xoay quanh hậu trường showbiz Việt Nam được thể hiện qua hành trình vươn tới ước mơ của các nhân vật bằng chính tài năng của mình. Phim có sự tham gia của hàng loạt người nổi tiếng vào vai khách mời (cameo) như Hoa hậu Việt Nam 2006 Mai Phương Thúy, ca sĩ Noo Phước Thịnh, Đông Nhi,…

## Nội dung
Trí (Harry Lu) đam mê âm nhạc và ước mơ được một lần chạm vào thế giới nghệ thuật của người mẹ quá cố nên quyết đi theo con đường nghệ thuật và trở thành một nhà sản xuất âm nhạc trong sự cấm cản của ba anh. Anh nuôi mơ ước đào tạo một thần tượng đích thực có thể lay động hàng triệu con tim khán giả bằng chính cảm xúc của mình trong giới showbiz nhiều hư ảo.
Sự xuất hiện của Thùy Linh (Hoàng Thùy Linh) làm Trí quyết tâm. Anh thuyết phục cô trở thành ca sĩ trong kế hoạch của mình, cùng với hai người bạn đồng chí hướng: Nguyễn (Ngô Kiến Huy) - giám đốc sáng tạo vô cùng trẻ con và hài hước, và Long (Hứa Vĩ Văn) - một nhà quản lý nghệ sĩ kỳ cựu có cùng chung ước mơ tạo nên một thần tượng chân chính. Bốn người thành lập công ty âm nhạc siêu nhỏ mang tên Metronome. Họ cùng nhau vượt qua những thử thách khắc nghiệt của giới showbiz với đam mê chân thành, sức mạnh của tình bạn và tình yêu trong sáng.
Thời gian này một công ty âm nhạc lớn mang tên Việt Idol đã chọn Minh Tú (Chi Pu) làm ca sĩ và cho Minh (Vĩnh Thụy) làm quản lý nghệ sĩ. Cả hai công ty đều cho ca sĩ tập luyện thể lực. Nhóm của Trí luôn quý mến và trân trọng Linh, cho cô cảm giác dễ chịu thoải mái, họ xem nhau như một gia đình. Còn ở công ty Việt Idol, Minh bắt buộc Tú tập luyện theo chế độ cực kỳ khắt khe, cấm cô yêu đương để tập trung vào công việc. Công ty Metronome và công ty Việt Idol trở thành đối thủ cạnh tranh của nhau. Ông Luân (Chí Tài) - chủ của công ty Việt Idol - sẵn sàng sử dụng mọi thủ đoạn để đánh bại nhóm của Trí. Trong thời gian ở bên nhau, Trí và Linh đã nảy sinh tình yêu. Cả hai công ty đều tổ chức họp báo ra mắt ca sĩ. Họp báo ở công ty Việt Idol có đông người đến dự, trong khi họp báo ở công ty Metronome chỉ có duy nhất một nhà báo đến dự. Linh đã hát cho ông nhà báo nghe, cô nói rằng dù chỉ một người muốn nghe thì cô vẫn hát.
Nhóm của Trí gặp khó khăn trong việc tìm chỗ cho Linh biểu diễn vì không nơi nào muốn nhận một ca sĩ chưa có danh tiếng. Linh nghĩ ra ý tưởng hát miễn phí, cả nhóm sau đó đi nhiều nơi, đi đến đâu Linh cũng hát cho người dân ở đó nghe. Dần dần việc Linh ca hát được quay phim lại rồi đăng lên mạng, cô trở thành một hiện tượng mạng, từ đó được nhiều người biết đến. Cả nhóm có cơ hội dọn đến một căn nhà to hơn, đẹp hơn. Ông Luân cho một số nhà báo đăng tin bố của Linh (Quang Thắng) bị Linh bỏ rơi và đang sống nghèo khó để hủy hoại danh tiếng của cô. May mắn là bố của Linh lên tiếng giải thích mọi chuyện, nhờ vậy mà Linh vẫn giữ được hình ảnh đẹp trong mắt mọi người. Tên của Linh được đứng thứ hai trong bảng xếp hạng âm nhạc, chỉ đứng sau tên của Tú.
Trí đi vay tiền để làm liveshow cho Linh, đến khi không có tiền trả nợ thì cả nhóm xảy ra tranh cãi vì Trí đã làm ngược mục tiêu ban đầu của nhóm. Cảm thấy mình đã thất bại, Trí quyết định về làm việc cho công ty của ba anh. Đêm diễn ra lễ trao giải Việt Music Awards, Linh và Tú trở thành hai ca sĩ đối đầu nhau trong hạng mục Nghệ sĩ mới được yêu thích nhất năm. Sau khi Tú biểu diễn thì đến phần trình diễn của Linh. Linh quyết định không hát bài giúp mình nổi tiếng mà đã hát một bài của mẹ Trí. Khi biểu diễn xong Linh phát hiện ra người đàn cho cô hát không phải Trí mà chính là bố của cô, người bí mật được mời đến, hai bố con được đoàn tụ. Linh sau đó đã giành chiến thắng trong lễ trao giải. Cô và Trí làm hòa với nhau. Cuối phim nhóm của Linh và nhóm của Tú vui vẻ cùng nhau bước ra khỏi nhà hát.

## Diễn viên
- Harry Lu vai Trí
- Hoàng Thùy Linh vai Thùy Linh
- Ngô Kiến Huy vai Nguyễn
- Hứa Vĩ Văn vai Long
- Chí Tài vai ông Luân
- Tùng Yuki vai ba của Trí
- Phạm Quỳnh Anh vai mẹ của Trí
- NSƯT Quang Thắng vai bố của Linh
- Lê Hóa vai mẹ của Linh
- Vĩnh Thụy vai Minh
- Chi Pu vai Minh Tú
- Cường Seven vai Cường
- Nguyễn Hậu vai nhà báo già

Các khách mời
- Mai Phương Thúy
- Noo Phước Thịnh
- Đông Nhi
- Ông Cao Thắng
- Nhóm nhạc 365
- Sĩ Thanh
- Tùng Leo
- Đàm Phương Linh
- Thu Thủy
- Ưng Hoàng Phúc
- Trịnh Thăng Bình
- Gil Lê
- Iris Cao

## Sản xuất và phát hành
Theo đạo diễn Quang Huy, anh ấp ủ kịch bản từ lâu nhưng muốn dành nhiều thời gian để xây dựng vững chắc. 
Bộ phim khai máy vào sáng ngày 18/7 với 2 diễn viên chính Ngô Kiến Huy và Harry Lu tại công viên 30/4 ở Thành phố Hồ Chí Minh. Đạo diễn Quang Huy nói: “Nhưng điều gì đến cũng phải đến, thử thách lớn nhất của tôi là ngày quay đầu tiên, mọi sự chuẩn bị về công việc và tâm lý của tôi đều vỡ vụn. Cảm giác của tôi là đang lái một chiếc xe bốn chỗ bỗng dưng hôm đó tôi lại cầm lái một chiếc 50 chỗ, chiếc xe đấy vẫn lăn bánh nhưng tôi không thể kiểm soát nó theo ý mình như chiếc xe nhỏ bé hằng ngày”.
Ngày 24/7, nữ chính là ca sĩ Hoàng Thùy Linh có cảnh quay đầu tiên. 
Theo báo Tuổi Trẻ đưa tin, trong thời gian quay phim, một vụ tai nạn xe hơi đã xảy ra, chiếc xe do đạo diễn Quang Huy lái bị lật trên đường về. May mắn là tai nạn xảy ra vào thời điểm đoàn phim nghỉ nên không ảnh hưởng nhiều đến tiến độ.
Ngày 18/11, trailer đầu tiên của Thần tượng được giới thiệu. Ngày 20/12/2013, bộ phim ra rạp sau 4 tháng quay phim và hoàn thiện hậu kỳ.
Trước khi phim ra rạp, đạo diễn Quang Huy và dàn diễn viên gồm Hoàng Thùy Linh, Harry Lu, Ngô Kiến Huy, Hứa Vĩ Văn, Vĩnh Thụy, Chi Pu tổ chức chương trình giao lưu tại một số trường trung học, đại học ở Việt Nam.
Tháng 8/2014, đoàn phim Thần tượng là đại diện duy nhất của Việt Nam tham dự Liên hoan phim quốc tế Gwangju (GIFF) diễn ra ở Hàn Quốc.
Tháng 11/2014, Thần tượng được trình chiếu tại Liên hoan Phim Quốc tế Hà Nội lần thứ 3.

## Ca khúc trong phim
| STT | Tên bài hát         | Sáng tác                               | Thể hiện        |
| --- | ------------------- | -------------------------------------- | --------------- |
| 1   | Buổi chiều hôm ấy   | Quang Huy, viết lời do Thái Thịnh      | Phạm Quỳnh Anh  |
| 2   | I Love You Everyday | Nguyễn Hà                              | Ngô Kiến Huy    |
| 3   | Đi rồi sẽ đến       | Đằng Phương, viết lời do Hamlet Trương | Hoàng Thùy Linh |
| 4   | I'm the Best        | Đằng Phương viết lời và sáng tác       | Chi Pu          |

## Giải thưởng
Tại đêm trao giải Cánh Diều Vàng diễn ra vào tối 15/3/2014, Thần tượng thu về 6 giải thưởng ở lĩnh vực điện ảnh, bao gồm: “Cánh Diều Vàng cho phim truyện điện ảnh”, “Đạo diễn xuất sắc”, “Nam diễn viên phụ xuất sắc” Ngô Kiến Huy, “Quay phim xuất sắc”, “Thiết kế mỹ thuật xuất sắc” và “Nữ Diễn Viên Chính Xuất Sắc" Hoàng Thùy Linh. Đây là chiến thắng bất ngờ với đoàn làm phim khi phải cạnh tranh với nhiều tác phẩm khác. 
Đạo diễn NSƯT Nguyễn Vinh Sơn - Trưởng ban Giám khảo phim truyện điện ảnh tại giải Cánh Diều Vàng nói: “Thần Tượng” không phải có doanh thu cao nhất nhưng đó là phim tốt nhất. Khi tôn vinh một phim nằm trong dòng giải trí nhưng có ý nghĩa nghệ thuật và tay nghề cao, tôi nghĩ rằng đó là một định hướng tốt, giúp cả những người làm phim tư nhân và chính thống đều phải nhìn lại mình. Cái ý của Ban Giám khảo chúng tôi là như vậy”.
Đây cũng là giải thưởng điện ảnh cá nhân đầu tiên của Quang Huy với vai trò đạo diễn. 

## Đánh giá
- Thất Sơn, báo VnExpress: “Thần tượng quy tụ các yếu tố: diễn viên trẻ, đẹp, nội dung gây rung động ở câu chuyện gần gũi, đời thường, âm nhạc hay, tiết tấu nhanh, trẻ trung...”[7]
- Nhà phê bình, cây bút Lê Hồng Lâm: “Kịch bản phim được xây dựng chặt chẽ và có tính toán về nhịp độ cũng như hiệu quả tâm lý trong từng cảnh. Những cảnh đối lập về hai con đường đào tạo thần tượng của 2 ê kíp trong phim được dẫn dắt song song, không bên nào quá lấn át bên nào” và “Quay phim trau chuốt, chỉn chu. Hình ảnh Sài Gòn cảnh ngoại nhìn như Singapore còn cảnh nội như nhà hát, thảm đỏ, celebs… thì long lanh chẳng kém Hàn Quốc. Các công đoạn thiên về kỹ thuật như bối cảnh, dựng phim, nhạc nền, ca khúc chủ đề, trang phục đều chuyên nghiệp và cho thấy sự đầu tư kỹ càng”.[8]
- Kim Chi, Zing.vn: “Thần tượng khiến giới chuyên môn hoàn toàn bất ngờ về Quang Huy trong lần đầu tiên lấn sân sang điện ảnh. Đứa con tinh thần được anh chắt chiu, vắt kiệt sức lực để “sản sinh” ra nó để Thần tượng trở thành quả ngọt của chính anh, và cho cả nền điện ảnh Việt”.[9]

## Doanh thu
Doanh thu phòng vé của Thần tượng được thống kê là hơn 28 tỷ VNĐ. Theo đạo diễn Quang Huy trả lời phỏng vấn của báo Tuổi Trẻ, Thần tượng thu hồi vốn và lãi đủ để Wepro có thể tự tin nghĩ đến dự án tiếp theo lấy cảm hứng từ cuộc đời cố ca sĩ Wanbi Tuấn Anh.